# マイケル・ベイツ (俳優)
マイケル・ハモンド・ベイツ（Michael Hammond Bates, 1920年12月4日 - 1978年1月11日）は、イギリス領インド帝国・ジャーンシー出身の俳優。 

## 生涯
公務員の父ハリー・スチュアート・ベイツと母サラ（旧姓クラーク）の息子として生まれ、第二次世界大戦中はビルマ戦線でグルカ兵旅団の少佐を務めた。
1953年、カナダ・オンタリオ州でのストラトフォード・フェスティバルで『リチャード三世』『終わりよければ全てよし』の舞台に出演した後、1956年、ロンドンのウィンターガーデン劇場で『ホテル・パラディソ』（主演：アレック・ギネス）に出演。
ラジオでは、BBCの長寿コメディ『The Navy Lark』においてさまざまなキャラクターをこなした。
1978年1月11日、ロンドンのチェルシーにて癌で死亡。57歳没。
息子のルパート・ベイツも俳優である。

## 出演作品

### テレビ
- Last of the Summer Wine （1973年 - 1975年）
- It Ain't Half Hot Mum （1974年 - 1977年）

### 映画
- Carrington V.C. (1955年）
- 激戦ダンケルク （1958年）
- ピーター・セラーズの労働組合宣言!! （1959年）
- 悪いことしましョ! （1967年）
- Don't Raise the Bridge, Lower the River （1968年）
- 空軍大戦略 （1969年）
- パットン大戦車軍団 （1970年）
- Every Home Should Have One （1970年）
- The Rise and Rise of Michael Rimmer （1970年）
- 時計じかけのオレンジ （1971年）
- フレンジー （1972年）
- No Sex Please, We're British （1973年）